# Ér hóa
Ér hoá (giản thể: 儿化; phồn thể: 兒化; bính âm: érhuà [ɚ˧˥xwä˥˩]), còn gọi là sự r hoá chung âm của âm tiết, là một hiện tượng âm vị học mà trong đó, từ góc độ của người bản ngữ, âm "ér" (注音, chú âm：ㄦ, xuất hiện trong: 耳, 尔, 儿, chuyển tự IPA là [ɚ]) được thêm vào các âm tiết. Hiện tượng này xuất hiện rộng rãi trong dạng nói của tiếng Quan thoại.
Đây là hiện tượng phổ biến các dạng tiếng Trung miền Bắc Trung Quốc, nhất là trong phương ngữ Bắc Kinh, đóng vai trò hậu tố giảm nhẹ cho danh từ, dù trong vài phương ngữ nó còn đóng vai trò ngữ pháp khác nữa. "Ér hoá" cũng xuất hiện ở mức độ nào đó trong Phổ Thông thoại nói trong môi trường giáo dục và thi cử, như trong 哪儿 nǎr ("ở đâu"), 一点儿 yìdiǎnr ("một chút"), 好玩儿 hǎowánr ("thú vị"). Dạng nói thông tục trong nhiều phương ngôn miền Bắc sử dụng ér hoá ở mức độ lớn hơn so với Hán ngữ tiêu chuẩn. Các phương ngữ Quan thoại Tây Nam (chẳng hạn ở Trùng Khánh hay Thành Đô) cũng có ér hoá. Trái lại, người nói các dạng tiếng Trung phi Quan thoại ở Nam Trung Quốc hay gặp khó khăn khi phát âm âm "r" cuối từ này và thường tránh từ có ér hoá khi nói Phổ Thông thoại; ví dụ, ba từ có ér hoá ở trên có thể được thay bằng ba từ đồng nghĩa 哪里 nǎlǐ, 一点 yìdiǎn, 好玩 hǎowán. Thêm nữa, ér hoá đang dần mất đi trong dạng Quan thoại nói ở Đài Loan.
Chỉ có một vài từ trong Phổ Thông thoại, như 二 èr ("hai") hay 耳 ěr ("tai"), có nguyên âm r hoá mà không phải là kết quả của ér hoá. Mọi từ có "nguyên âm r" không thông qua ér hoá như vậy đều không có phụ âm đầu, và thường được phát âm là [ɚ] trong phương ngữ Bắc Kinh. Trong mấy thấp niên gần đây, nguyên âm trong "ér " đã được hạ thấp trong nhiều phương ngôn, làm cho âm tiết này nghe gần như "ar" (tức [äʵ]).

## Quy tắc trong Phổ Thông thoại
Bản dưới đây cho thấy vần âm tiết được ảnh hưởng thế nào khi trải qua ér hoá:
|         |      | Vần               | Vần                   | Vần                   | Vần               | Vần                    | Vần                     | Vần                   | Vần                      | Vần                     | Vần                      | Vần                   | Vần                       | Vần                            |
|         | ㄚ a | ㄜ o              | ㄛ e                  | ㄝ ê                  | ㄞ ai             | ㄟ ei                  | ㄠ ao                   | ㄡ ou                 | ㄢ an                    | ㄣ en                   | ㄤ ang                   | ㄥ eng                |                           |                                |
| ------- | ---- | ----------------- | --------------------- | --------------------- | ----------------- | ---------------------- | ----------------------- | --------------------- | ------------------------ | ----------------------- | ------------------------ | --------------------- | ------------------------- | ------------------------------ |
| Âm giữa |      | [ɚ] (ㄭ)ㄦ 1 -ir  | [ɐʵ] ㄚㄦ ar -ar      | [ɔʵ] ㄛㄦ or -or      | [ɤʵ] ㄜㄦ e'r -er |                        | [ɐʵ] ㄞㄦ air -air      | [ɚ̯] ㄟㄦ eir -eir     | [au̯˞] ㄠㄦ aor -aor      | [ou̯˞] ㄡㄦ our -our     | [ɐʵ] ㄢㄦ anr -anr       | [ɚ̯] ㄣㄦ enr -enr     | [ɑ̃ʵ] ㄤㄦ angr -angr      | [ɤ̃ʵ] ㄥㄦ engr -engr           |
| Âm giữa | ㄧ i | [jɚ] ㄧㄦ yir -ir | [jɐʵ] ㄧㄚㄦ yar -iar |                       |                   | [jɛʵ] ㄧㄝㄦ yer -ier  |                         |                       | [jau̯ʵ] ㄧㄠㄦ yaor -iaor | [jou̯ʵ] ㄧㄡㄦ your -iur | [jɐʵ] ㄧㄢㄦ yanr -ianr  | [jɚ] ㄧㄣㄦ yinr -inr | [jɑ̃ʵ] ㄧㄤㄦ yangr -iangr | [jɤ̃ʵ] ㄧㄥㄦ yingr -ingr       |
| Âm giữa | ㄨ u | [u˞] ㄨㄦ wur -ur | [wɐʵ] ㄨㄚㄦ war -uar | [wɔʵ] ㄨㄛㄦ wor -uor |                   |                        | [wɐʵ] ㄨㄞㄦ wair -uair | [wɚ̯] ㄨㄟㄦ weir -uir |                          |                         | [wɐʵ] ㄨㄢㄦ wanr -uanr  | [wɚ̯] ㄨㄣㄦ wenr -unr | [wɑ̃ʵ] ㄨㄤㄦ wangr -uangr | [wɤ̃ʵ], [ʊ̃˞] ㄨㄥㄦ wengr -ongr |
| Âm giữa | ㄩ ü | [ɥɚ] ㄩㄦ yur -ür |                       |                       |                   | [ɥœʵ] ㄩㄝㄦ yuer -üer |                         |                       |                          |                         | [ɥɐʵ] ㄩㄢㄦ yuanr -üanr | [ɥɚ] ㄩㄣㄦ yunr -ünr |                           | [jʊ̃ʵ] ㄩㄥㄦ yongr -iongr      |

### Ví dụ
- 一瓶 (yìpíng) → 一瓶儿 (yìpíngr), phát âm [i˥˩pʰjɤ̃ʵ˧˥] ("một bình", "một chai")
- 公园 (gōngyuán) → 公园儿 (gōngyuánr), phát âm [kʊŋ˥ɥɐʵ˧˥] ("công viên")
- 小孩 (xiǎohái) → 小孩儿 (xiǎoháir), phát âm [ɕjau̯˨˩xɐʵ˧˥] ("trẻ em", "đứa bé")
- 事 (shì) → 事儿 (shìr), phát âm [ʂɚ˥˩] ("chuyện", "sự", "việc")